# Nick Carter, Master Detective
Nick Carter, Master Detective és una pel·lícula de 1939 dirigida per Jacques Tourneur i protagonitzada per Walter Pidgeon. Es basa en històries originals creades per a la pantalla amb el personatge de Nick Carter de la sèrie literària de llarga durada.

Pidgeon i Donald Meek van repetir els seus papers en dues seqüeles, Phantom Raiders (1940) i Sky Murder (1941).

## Argument
El detectiu Nick Carter puja a bord d'un avió amb John Keller, l'inventor d'un nou avió revolucionari a la Radex Aviation Company. El pilot fa un aterratge no programat perquè els seus companys puguin intentar robar els plans de Keller, però Carter els deté i l'hostessa Lou Farnsby aconsegueix portar-los a un lloc segur. Carter es fa passar per Robert Chalmers, el nou ajudant d'Hiram Streeter, el cap de la fàbrica de Califòrnia, i fa que Lou torni a assignar a la infermeria.
Durant la seva investigació, Carter rep l'ajuda no desitjada del seu company Bartholomew, que es considera un detectiu amateur.
Un vol de prova del nou avió acaba en un desastre; les ales són arrencades durant una immersió a gran velocitat, i el pilot de prova mor. Es troba que s'havien tallat els cargols que uneixen les ales. Més tard, Carter troba el cos de Keller en un cotxe en marxa en un garatge tancat. Carter sospita que Keller va ser estrangulat amb l'escena escenificada per assemblar-se a la d'un suïcidi.
Carter s'adona que cada vegada que una part dels plànols desapareix, un treballador té un greu accident i és enviat a casa pel metge de l'empresa, el Dr. Frankton. Conjectura que s'han fotografiat seccions dels plànols, amb fotos amagades sota embenats. Va a detenir en Frankton. Incapaç de sortir de la fàbrica a temps, fa que el desprevingut Lou escorti a casa un "pacient". Quan Carter hi arriba, Frankton li diu que Lou serà assassinat tret que el metge es presenti aviat a una cita prèviament concertada.
Carter el deixa marxar, però secretament té el sostre del cotxe de Frankton pintat amb una creu blanca. Això permet a Carter rastrejar el metge en un avió fins a una secció dels molls de Los Angeles. Frankton corre cap a un vaixell que l'espera amb Lou i els seus associats. Carter participa en un tiroteig amb la tripulació utilitzant una pistola Tommy prestada a la policia.
Encara que el seu avió és abatut, Carter impedeix la fugida de Frankton. Arriba una canonera de patrulla del port i els dolents es veuen obligats a rendir-se.

## Repartiment
- Walter Pidgeon com a Nick Carter/Robert Chalmers
- Rita Johnson com a Lou Farnsby
- Henry Hull com a John A. Keller
- Stanley Ridges com el Dr. Frankton
- Donald Meek com a Bartholomew
- Addison Richards com a Hiram Streeter
- Henry Victor com a J. Lester Hammil
- Milburn Stone com a Dave Krebe
- Martin Kosleck com a Otto King
- Frank Faylen com a Pete
- Sterling Holloway com a Bee-Catcher
- Wally Maher com Cliff Parsons
- Edgar Dearing com a Denny
- William Newell com a taxista
- Eddy Chandler com a Workman
- Harry Tyler com a guàrdia d'armaris

## Producció
L'avió que es mostra a la pel·lícula és un Ryan ST c/n NC17344. La majoria de les imatges aèries es van escenificar als backlots de l'estudi i es van incorporar a les escenes de fons.

## Recepció
Segons els registres de MGM, Nick Carter, detectiu mestre va guanyar 276.000 dòlars als EUA. i Canadà i 180.000 dòlars en altres llocs, la qual cosa va suposar una pèrdua per a l'estudi de 93.000 dòlars.
A The New York Times, el crític Frank S. Nugent va escriure: "No, aquest no és Nick Carter tal com el recordem, però tanmateix és una ficció divertida, amb prou acció per compensar l'arc poc original de la trama i amb actuacions agradablement casuals per tot arreu... [Pidgeon i Meek] fan una combinació de resolució de crims alegre".
En una ressenya moderna a Time Out, Tom Milne va escriure: "La segona pel·lícula de Tourneur a Hollywood està feta de manera ràpida i competent, però el millor d'això és l’actuació de Donald Meek com a Bartholomew, l'home de les abelles, un petit apicultor que s'imagina com un ull privat."

### Citacions
1. ↑  Quinlan 2000, pp. 415–416.
2. ↑  Santoir, Christian. "Ryan ST (1934)"[Enllaç no actiu], Aeromovies, September 9, 2015. Retrieved: June 15, 2019.
3. ↑  The Eddie Mannix Ledger, Los Angeles: Margaret Herrick Library, Center for Motion Picture Study.
4. ↑  Nugent, Frank S. "The screen: 'Nick Carter, Master Detective' belatedly joins the ranks of the Hollywood spy-chasing fraternity at the Miami Theatre", The New York Times, December 14, 1939.
5. ↑  Milne 2004, p. 830.